# Sonate K. 325
La sonate K. 325 (F.273/L.37) en sol majeur est une œuvre pour clavier du compositeur italien Domenico Scarlatti.

## Présentation
La sonate K. 325, en sol majeur, est notée Allegro et Con velocità sur le manuscrit de Parme. Elle forme une paire avec la sonate précédente, tout aussi rapide et virtuose. De style galant, elle rejoint un certain nombre d'autres brillantes pièces en sol majeur. Ici, ce sont notamment les écarts imposés qui augmentent la difficulté d'exécution,. Ces œuvres referment le sixième volume de la collection de Venise.

## Manuscrits
Le manuscrit principal est le numéro 30 du volume VI (Ms. 9777) de Venise (1753), copié pour Maria Barbara ; les autres sont Parme VIII 24 (Ms. A. G. 31413), Münster IV 19 (Sant Hs 3967) et Vienne B 19 (VII 28011 B).

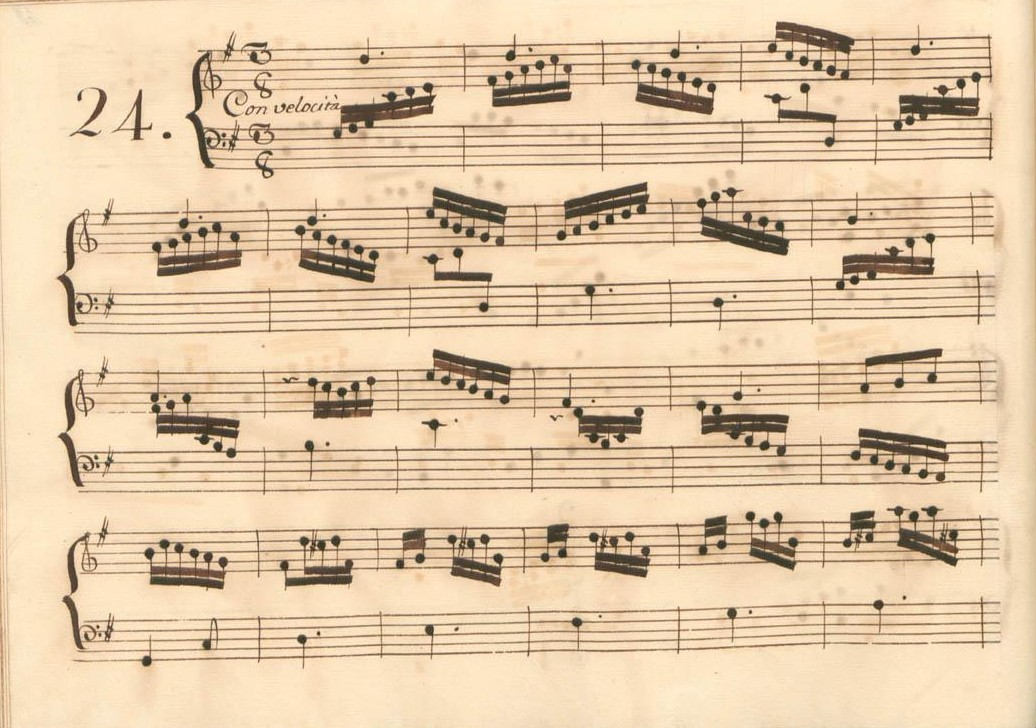
Parme VIII 24.
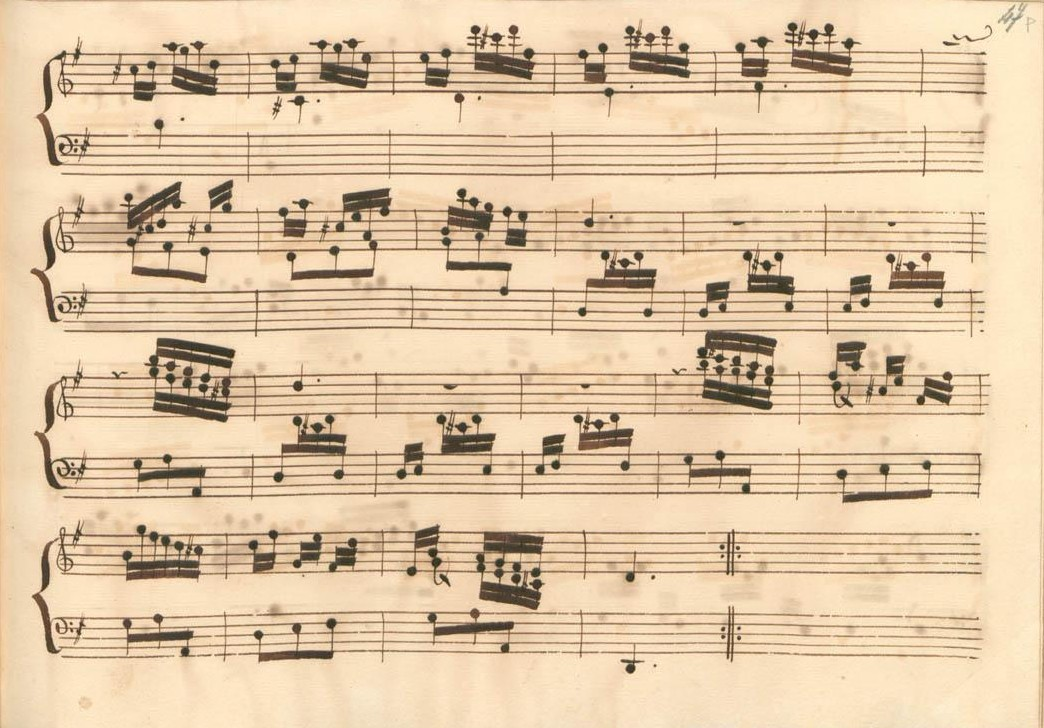
Parme VIII 24 (fin de la première section).
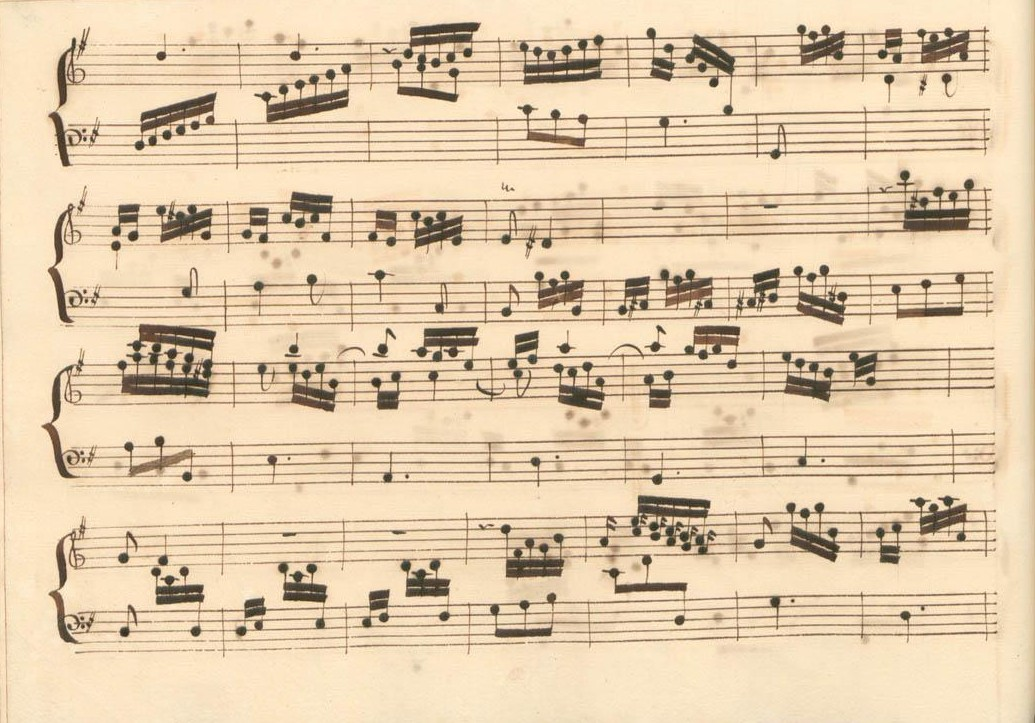
Parme VIII 24 (début de la seconde section).
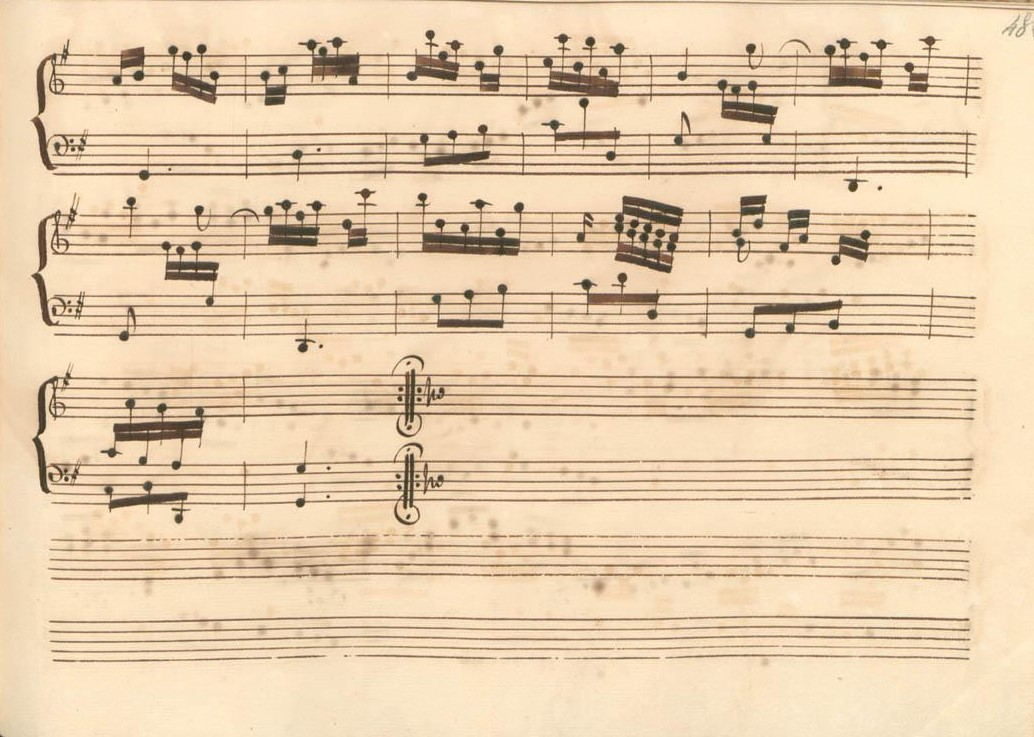
Parme VIII 24 (fin de la sonate).
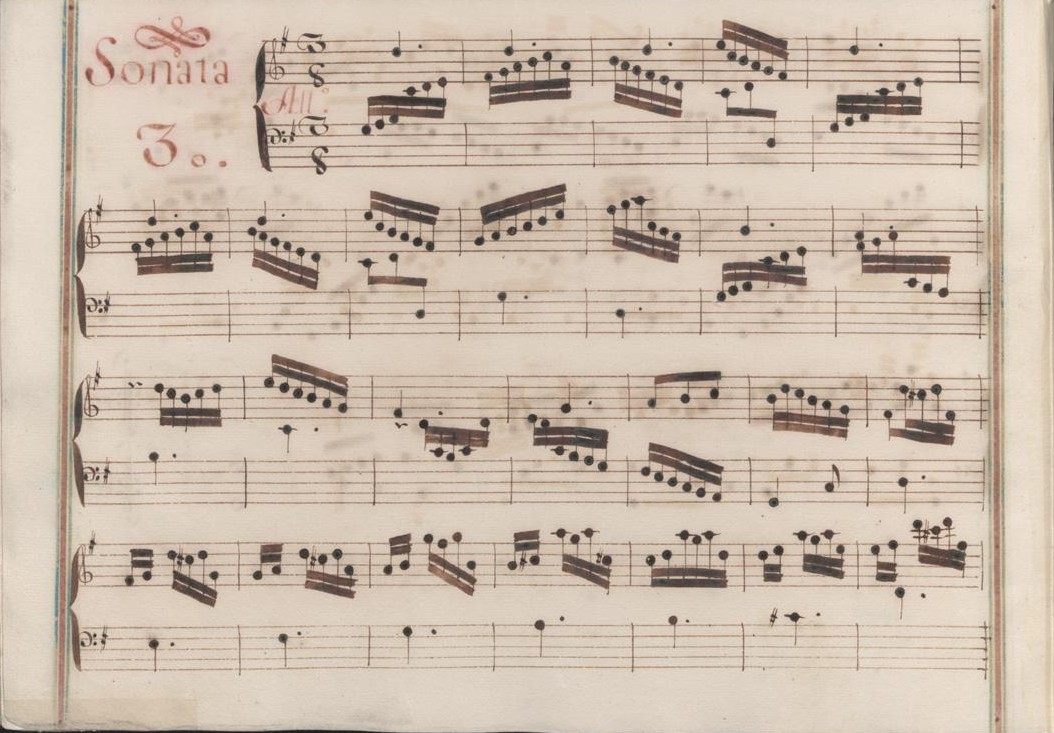
Venise VI 30.
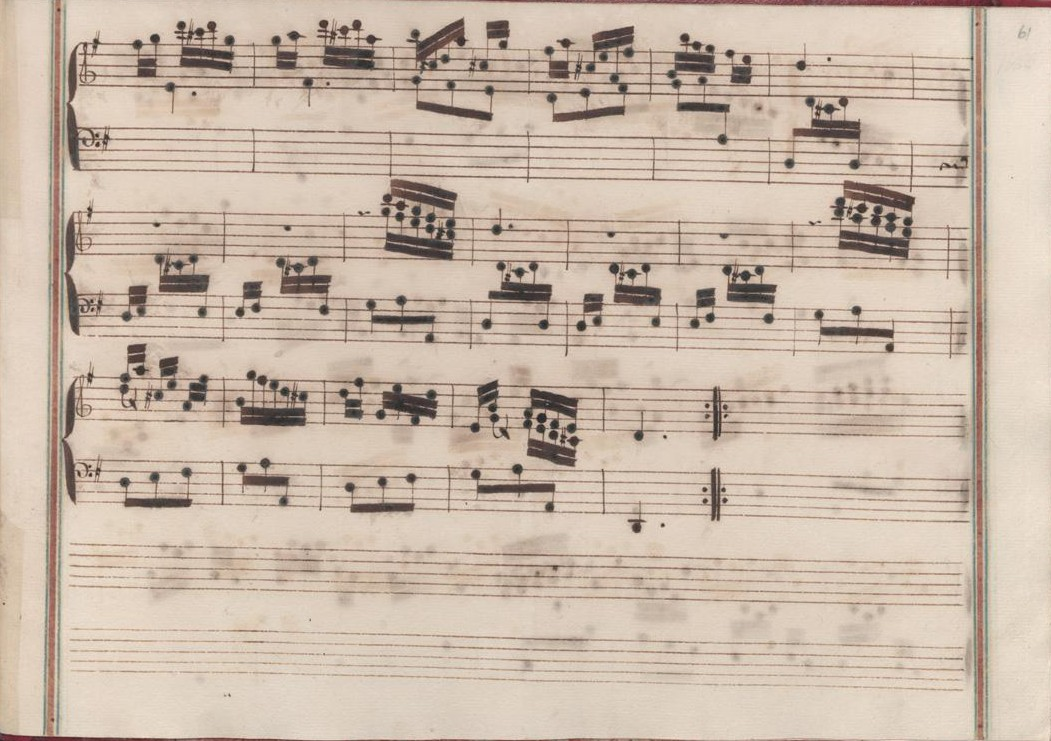
Venise VI 30 (fin de la première section).

## Interprètes
La sonate K. 325 est défendue au piano notamment par Carlo Grante (2012, Music & Arts, vol. 3) et Sean Kennard (2015, Naxos, vol. 17) ; au clavecin par Scott Ross (1985, Erato), Richard Lester (2003, Nimbus, vol. 3) et Pieter-Jan Belder (Brilliant Classics, vol. 8).

## Sources
: document utilisé comme source pour la rédaction de cet article.
- Ralph Kirkpatrick (trad. de l'anglais par Dennis Collins), Domenico Scarlatti, Paris, Lattès, coll. « Musique et Musiciens », 1982 (1re éd. 1953 (en)), 493 p. (ISBN 978-2-7096-0118-4, OCLC 954954205, BNF 34689181).
- Alain de Chambure, « Domenico Scarlatti : Intégrale des sonates — Scott Ross », Erato (2564-62092-2), 1985 (OCLC 891183737) .
- (en) Carlo Grante, « Domenico Scarlatti, intégrale des sonates pour clavier (vol. 3) », Music & Arts (CD-1292), 2013 (OCLC 907929504) .